# ロス卿
ロス卿(英語: Lord Ross)は、スコットランド貴族のロード・オブ・パーラメント。1499年にホークヘッドのサー・ジョン・ロスが叙された形で創設された。
第2代ロス卿ジョン・ロスはフロドゥンの戦いで戦死した。第12代ロス卿ウィリアム・ロスは1715年にレンフルーシャー統監に任命されたうえ、1732年にバルナガウンのデイヴィッド・ロスからバルナガウン城を継承し、ロス氏族長となった（ただし、ロス卿家は中世のロス伯爵家の末裔ではなかった）。1754年8月19日に第14代ロス卿ウィリアム・ロスが死去すると、ロス卿位は廃絶または休止となった。
第13代ロス卿ジョージ・ロスの娘エリザベスは第3代グラスゴー伯ジョン・ボイルと結婚した。1815年、2人の息子にあたる第4代グラスゴー伯ジョージ・ボイルが連合王国貴族としてのホークヘッドのロス男爵に叙されたが、1890年にその息子である第6代グラスゴー伯ジョージ・ボイルが死去したことで廃絶した。第13代ロス卿のもう一人の娘グリゼルは（カーステアーズの）第2代準男爵サー・ジェイムズ・ロックハートと結婚した。2人の子孫はバルナガウンとロス氏族長を継承するとともに姓をロックハート＝ロスに改めた。

## ロス卿 (1499年)
- 初代ロス卿ジョン・ロス（英語版） (1501年没)
- 第2代ロス卿ジョン・ロス（英語版） (1513年没)
- 第3代ロス卿ニニアン・ロス（英語版） (1556年没)
- 第4代ロス卿ジェイムズ・ロス（英語版） (1581年没)
- 第5代ロス卿ロバート・ロス（英語版） (1595年没)
- 第6代ロス卿ジェイムズ・ロス（英語版） (1633年没)
- 第7代ロス卿ジェイムズ・ロス（英語版） (1636年没)
- 第8代ロス卿ウィリアム・ロス（英語版） (1640年没)
- 第9代ロス卿ロバート・ロス（英語版） (1648年没)
- 第10代ロス卿ウィリアム・ロス（英語版） (1656年没)
- 第11代ロス卿ジョージ・ロス（英語版） (1682年没)
- 第12代ロス卿ウィリアム・ロス（英語版） (1738年没)
- 第13代ロス卿ジョージ・ロス（英語版） (1754年没)
- 第14代ロス卿ウィリアム・ロス (1754年没)